# Genrich Jagoda
Genrich Grigorjevič Jagoda (rusky Генрих Григорьевич Ягода, rodným jménem Jenoch Gerševič Jeguda; 7. listopadujul./ 19. listopadu 1891greg., Rybinsk – 15. března 1938, Moskva) byl velitel NKVD a iniciátor několika moskevských procesů. On sám však byl na Stalinův příkaz zbaven funkce a popraven.

## Životopis

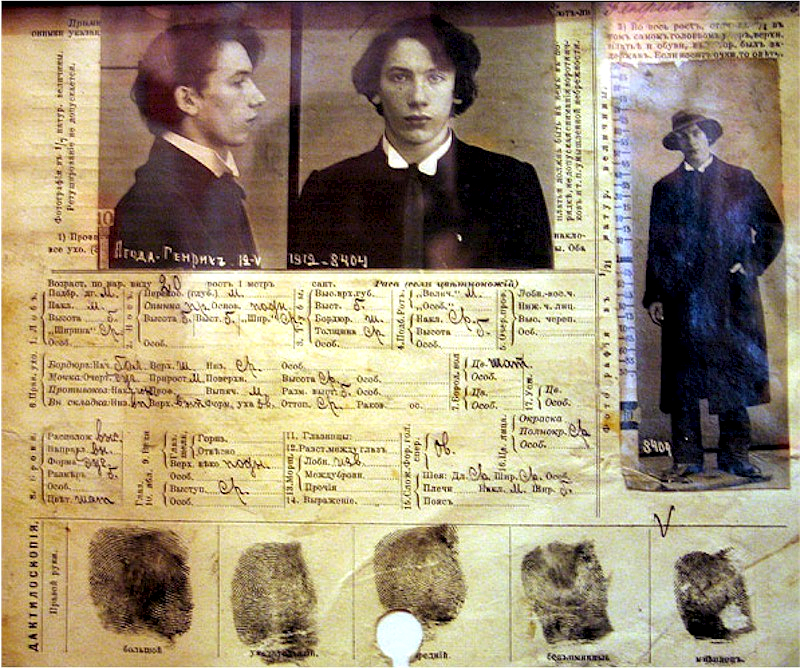
Jagoda v policejní kartotéce v roce 1912

### Mládí a kariéra
Narodil se do rodiny židovského hodináře. V roce 1907 se připojil k bolševikům. Po říjnové revoluci roku 1917 se stal členem Čeky a v září 1923 ho jmenovali druhým zástupcem předsedy Felixe Dzeržinského. Když roku 1926 Dzeržinskij zemřel, stal se zástupcem nového předsedy Vjačeslava Menžinského. Kvůli Menžinského vážné nemoci se mu podařilo získat koncem dvacátých let faktickou kontrolu nad tajnou policií. V roce 1931 byl však přeřazen na nižší funkci druhého zástupce předsedy.

### Šéf NKVD
V červnu roku 1934, měsíc poté, co Menžinskij zemřel, jej Josif Stalin jmenoval lidovým komisařem pro vnitřní záležitosti. Jagoda byl notoricky známý sukničkář a hazardér. Když byl v prosinci roku 1934 zavražděn Sergej Kirov, rozpoutal Stalin velký teror.

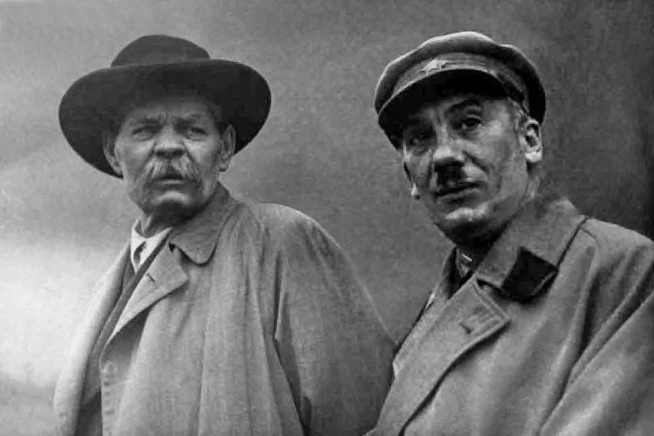
Jagoda a Maxim Gorkij v roce 1935

Jagoda dohlížel na vyslýchání bývalých sovětských vůdců Grigorije Zinověva a Lva Kameněva v srpnu roku 1936, což byl důležitý milník ve Stalinových čistkách. Stal se jedním ze zakladatelů Gulagu, systému sovětských koncentračních táborů. V září roku 1936 byl nahrazen Nikolajem Ježovem, který dohlížel na zbylé čistky.

### Pád

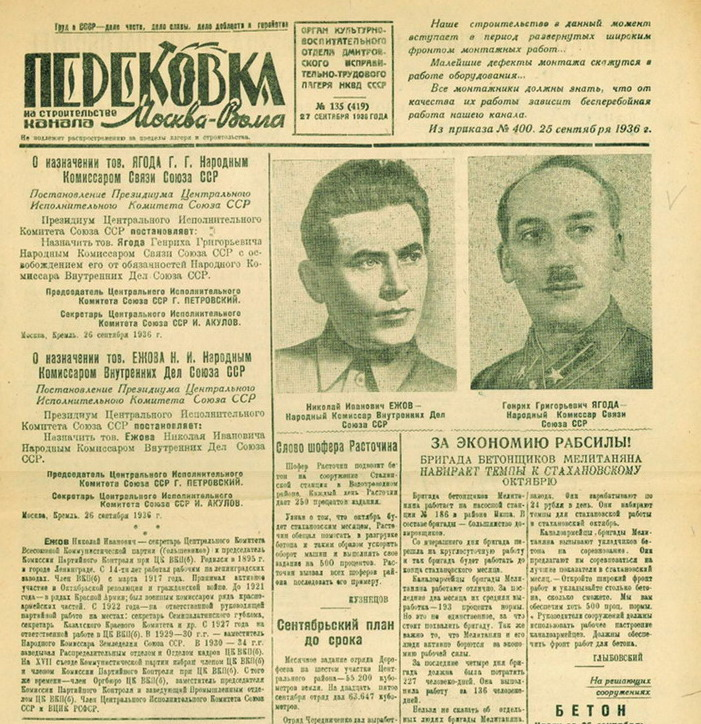
Ruské noviny oznamující nahrazení Jagody ve funkci lidového komisaře pro vnitřní záležitosti Nikolajem Ježovem

Poté se stal lidovým komisařem pro poštu a telekomunikace. V březnu roku 1937 však byl na Stalinův rozkaz zatčen. Při soudním procesu roku 1938 řekl na svou obhajobu, že byl přesvědčený stalinista a že byl ke Stalinovi stejně loajální jako Ježov. Tato obhajoba mu však nebyla k ničemu. Poté se musel přiznat k údajné vraždě svého předchůdce v NKVD Menžinského a ke spolupráci se Zinověvem a Kameněvem při vraždě Kirova. Navíc mu neprospělo, když se zjistilo, že osm let před procesem vyjádřil soucit k Nikolaji Bucharinovi, kterého Stalin z politbyra vyhnal. Byl shledán vinným ze zrady a spiknutí proti sovětské vládě a spolu s Bucharinem a jinými obžalovanými odsouzen k trestu smrti. Rozsudek byl vykonán 15. března 1938.
Alexandr Orlov, šéf GRU a původem také žid, se bavil s Jagodou několik dní před exekucí. Když se Orlov Jagody ptal, jestli věřil v Boha, Jagoda odpověděl „Od Stalina jsem si nezasloužil nic jiného než vděčnost za svou věrnou službu; od Boha jsem si zasloužil nejzávažnější trest za porušení jeho přikázání. Teď se dívejte, kde já jsem a posuďte sám: je tam Bůh, nebo ne…“ [zdroj?]
Stejný osud potkal i jeho nástupce Nikolaje Ježova a později i Lavrentije Beriju. Ježov byl popraven roku 1940 vrchním popravčím NKVD Vasilijem Blochinem, Berija o třináct let později.